# Luca Prodan
Luca George Prodan (Roma, 17 de Maio de 1953 - Buenos Aires, 22 de Dezembro de 1987) foi um roqueiro italiano nacionalizado argentino. Luca era o vocalista e líder da banda Sumo, uma das bandas de rock mais influentes da Argentina, e é amplamente considerado como um dos artistas mais importantes das duas últimas décadas do Século XX naquele país. Ele era o irmão mais velho do ator e compositor Andrea Prodan.

## Biografia
Prodan viveu na Escócia nos anos 70, onde, segundo o mesmo, teria estudado com o príncipe Charles. Nesta mesma época, ele presenciou o nascimento do Dub Jamaicano e participou ativamente das origens do movimento punk. Era amigo de Ian Curtis, cuja morte o abalou profundamente, tornando-se dependente de heroína, vício que tentou livrar-se mudando para a Argentina e posteriormente formando a banda que definiria o rock local. Na Argentina descobriu a genebra, bebida que acabou o levando à morte.

### Morte
Prodan foi encontrado morto em sua casa no dia 22 de dezembro de 1987 (uma terça feira), aos 34 anos, dois dias depois de seu último show, no Club Atlético Los Andes onde compareceram cerca de 500 fãs. Estava sobre a cama, em posição fetal e com um sorriso no rosto. Segundo os médicos, Luca morreu após uma parada cardíaca causada por uma cirrose hepática. Porém, existem ainda outras versões, como ataque cardíaco e mesmo overdose.

## Homenagens
- O grupo argentino Divididos, formado por seus ex-companheiros de banda Ricardo Mollo e Diego Arnedo, lhe dedicaram o tema "Luca", gravado no disco Gol de Mujer, de 1998.
- o grupo chileno Los Tetas lhe dedicou a canção "Sale Luca", presente no seu álbum de estreia Mama Funk, de 1995.

- Em 2007 estreou o filme "Luca", um documentário dirigido por Rodrigo Espina que conta sobre sua vida.[2]

- Em 2010, foi criado o "Premios Luca Prodan a la música independiente"[3][4]

- O cantor Vicentico lhe dedicou o single "Luca", presente no seu álbum Sólo un momento, de 2010.

- o cantor Andrés Ciro Martínez lhe dedicou a canção "Malambo para Luca", presente no seu primeiro álbum solo "Con Los Persas", lançado em 2010.

## Discografia

### Com a bandaSumo
Álbuns de estúdio
| Ano de Lançamento | Título                                     | Gravadora     |
| 1983              | Corpiños en la Madrugada                   | Independente  |
| 1985              | Divididos por la Felicidad                 | Sony Music    |
| 1986              | Llegando los Monos                         | Sony Music    |
| 1987              | After Chabón                               | Sony Music    |
| 1989              | Fiebre (póstumo)                           | Sony Music    |
| 1992              | Corpiños en la Madrugada (re-edição em CD) | Silly Records |

Álbuns ao vivo
| Ano de Lançamento | Título                   | Gravadora | Formato |
| 1987              | Sumo en Obras (9/8/1986) |           | VHS     |

Coletâneas
| Ano de Lançamento | Título                   | Gravadora  | Certificação / Vendas / Órgão |
| 1991              | Greatest Hits            | Sony Music |                               |
| 1991              | The Collection           | Sony Music | ouro / 50.000+ / CAPIF        |
| 1996              | Ultra Rare Trax 1, 2 y 3 | Sony Music |                               |
| 2000              | Obras Cumbres            | Sony Music | platina / 100.000+ / CAPIF    |

### Carreira Solo
Os álbuns solo de Luca Prodan foram lançadosa postumamente.
| Ano  | Título              | Gravadora     | Nomes das músicas | Créditos | Ref.         |
| ---- | ------------------- | ------------- | --- | --- | ------------ |
| 1996 | Time Fate Love      | Silly Records | 01.Regtest - 5:47 02.Lament - 4:11 03.Going Up The Country - 5:02 04.Like London - 5:09 05.End Of August - 4:12 06.Brighton Past - 5:21 07.Virna Lisi (T.V. Caliente) - 4:54 08.Strange Things - 4:55 09.La Pequeña Muerte - 3:34 10.Mount Etna Erupts - 4:18 11.Divided By Joy - 7:26 12.Time Fate Love - 2:50 | - 'Luca Prodan': Caixa de Ritmos, Baixo, Guitarras e voz. - Germán Daffunchio: Guitarra, percussão, e voz em "Brighton past". - Alejandro Sokol: Baixo em "Regtest", "Divided By Joy", "Lament" e "Time Fate Love". - Stephanie Nuttal: Bateria em "Regtest" e "Divided By Joy". | [ 7 ] [ 8 ]  |
| 1997 | Perdedores Hermosos | Silly Records | 01.Perdedores Hermosos - 6:14 02.Luces Rojas - 6:54 03.Cada Día - 5:05 04.Lloviendo en Londres - 6:48 05.Reggae Blues - 3:34 06.Billy (Cover de Lou Reed - 5:48 07.Canción De Nick - 7:13 08.Soul Love (Cover de David Bowie) - 4:01 09.Huyendo - 4:32 10.Solid Air - 2:41                                      | | [ 9 ] [ 10 ] |

## Ver Também
- Mañana en el Abasto
- La rubia tarada